# Belvidere (Dakota du Sud)
Pour les articles homonymes, voir Belvidere.
Belvidere est une municipalité américaine située dans le comté de Jackson, dans l'État du Dakota du Sud. Selon le recensement de 2010, elle compte 49 habitants. La municipalité s'étend sur 0,83 milles carrés (2,15 km2), dont 0,07 milles carrés (0,18 km2) d'étendues d'eau.
Fondée en 1907, la ville doit son nom à Belvidere dans l'Illinois.

## Démographie
| 1930 | 1940 | 1950 | 1960 | 1970 | 1980 |
| ---- | ---- | ---- | ---- | ---- | ---- |
| 214  | 187  | 172  | 232  | 96   | 80   |

| 1990 | 2000 | 2010 | - | - | - |
| ---- | ---- | ---- | - | - | - |
| 63   | 57   | 49   | - | - | - |